# Новоспасская волость (Хвалынский уезд)
Новоспасская волость, Ново-Спасская волость — низшая административно-территориальная единица в составе Хвалынского уезда Саратовской губернии Российской империи и СССР. Волостной центр — с. Ново-Спасское.
Территория Новоспасской волости в настоящее время входит в состав Ульяновской и Саратовской областей и используется под сельскохозяйственные поля.

## Состав
В 1890 году в состав волости входило 9 селений с общей численностью населения 7005 душ.
По состоянию на 1913 год два села, шесть деревень и четыре хутора.
- Благодатное (1875)
- Варваровка (1875)
- Верхне-Лебежайский
- Вязовый Гай (1875)
- Илюшкин
- Мордовская Карагужа (Мордовская Карагуж, Найман, Славкино)
- Нижне-Лебежайский
- Ново-Александровка
- Новая Зеленовка (Ново-Зеленовка), 1875
- Новоникольское (Ново-Никольское), 1875
- Ново-Спасское (Ново-Спасское, Ново-Павловка) — волостной центр
- Русская Карагужа (Русская Карагуж, Варварина Карагуж), 1875
- Шалкинский